# Секст Лузиан Прокул
Секст Лузиан Прокул (на латински: Sextus Lusianus Proculus) e сенатор на Римската империя през 1 век по времето на император Домициан.
През 93 г. Лузиан Прокул e суфектконсул заедно с Тит Авидий Квиет. След това е легат на провинция Горна Германия.

## Literatura
- Werner Eck, Diplome, Konsuln und Statthalter: Fortschritte und Probleme der kaiserzeitlichen Prosopographie. In: Chiron, Band 34, 2004, S. 37.